# Jean-Antoine Marbot
Jean-Antoine Marbot, även känd som Antoine Marbot (franska: [ʒɑ̃ ɑ̃twan maʁbo]), född den 7 december 1754 i Altillac, död den 19 april 1800 i Genua, var en fransk general och politiker som deltog i de franska revolutionskrigen och napoleonkrigen.
1791 valdes han till deputerad för den nationella lagstiftande församlingen av departementet Corrèze. Från 1795 till 1799 var han medlem av de gamles råd och valdes två gånger till kammarens ordförande 1797 och 1798.
Han var fader till generalerna Adolphe Marbot (1781–1844) och Marcellin Marbot (1782–1854).

## Ordnar och utmärkelser

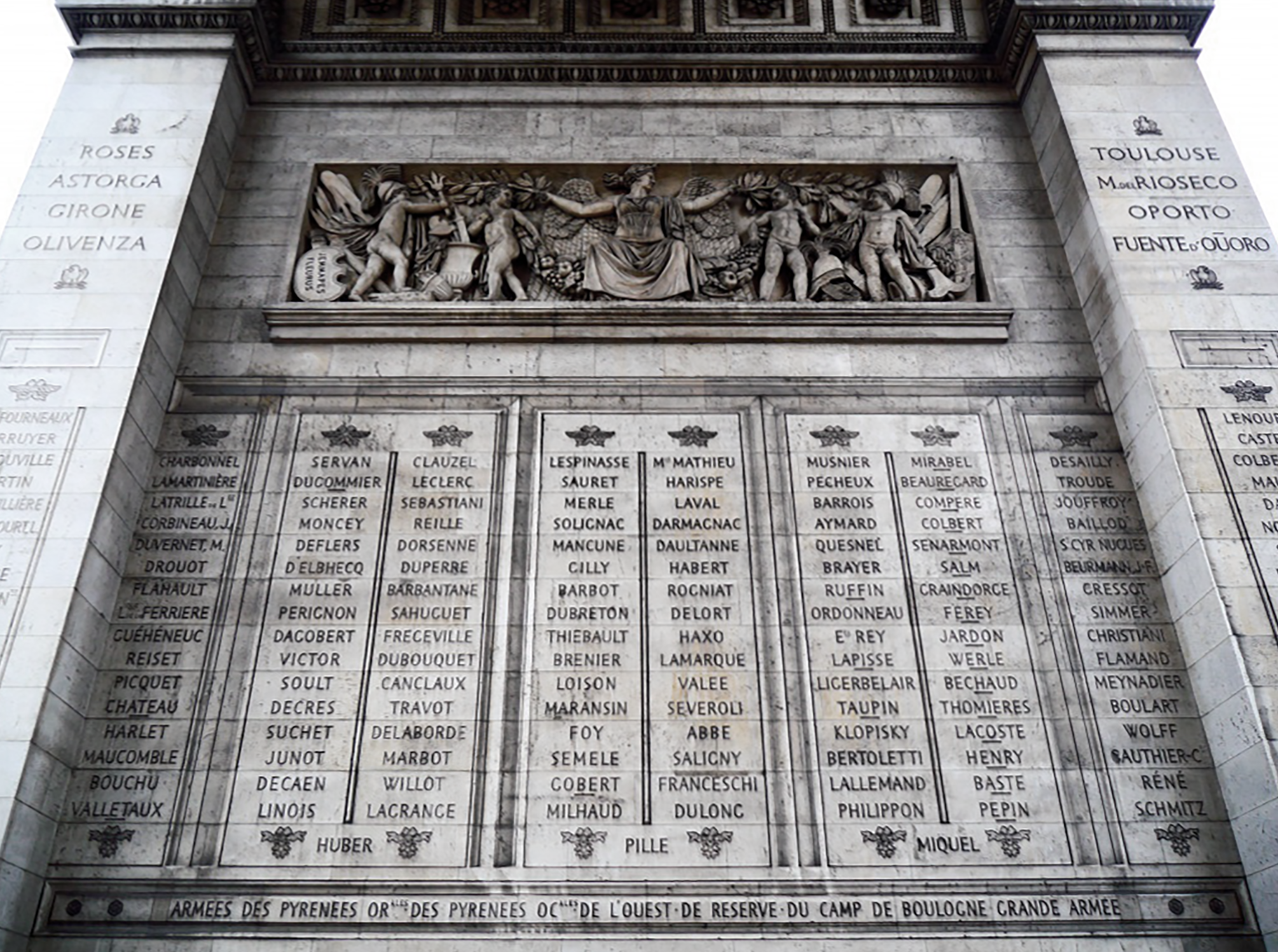
General Jean-Antoine Marbots namn på Triumfbågen i Paris.

Hans namn är inskriven med de stora Napoleonska generalerna i Triumfbågen i Paris (västpelaren, kolumn 34).